# Sef Vergoossen
Josephus Gerardus Dominicus Vergoossen, meglio noto come Sef Vergoossen (Echt-Susteren, 5 agosto 1947), è un allenatore di calcio e dirigente sportivo olandese.

## Palmarès

### Competizioni nazionali
- Campionato belga: 1

Genk: 2001-2002
- Campionato olandese: 1

PSV: 2007-2008
- Coppa dei Paesi Bassi: 1

Roda JC: 1999-2000